# Cal Bufalà
Cal Bufalà és un monument del municipi de Bellvís (Pla d'Urgell) inclòs en l'Inventari del Patrimoni Arquitectònic de Catalunya.

## Descripció
Casa senyorial de planta baixa i dos pisos. Quatre envans allindanats per planta. Tota la façana és de pedra ben escairada, si bé hi ha alguns llocs arrebossats. Destaca la porta d'accés amb els carreus destacats per la seva unió rebaixada que li donen un aspecte encoixinat, cosa que segueix per la llinda dovellada. Destaca una llinda al primer pis amb escut. Al primer i segon pis hi trobem balcons amb un interessant forjat.
A l'interior hi ha moltes dependències.
La pedra central de la portada té gravat l'escut familiar: un toro. L'escut familiar eren dues parts, la primera amb fons blau i una muralla de plata amb torre al mig i la segona de fons vermell amb un toro d'or al mig.

## Història
Can Bufalà és una de les grans cases que hi ha al llarg del carrer Major de Bellvis. Per una data que hi ha a la façana sabem que fou construïda l'any 1726. Durant molt de temps fou habitada però actualment es troba abandonada.
L'emblema dels Bufalà els acredita com a antiga nobiliària. Segons notes bibliogràfiques, l'origen familiar es perd, no se sap qui va començar la nissaga. Sabem que fill de cal Bufalà foren distingits pels monarques espanyols en ocupar càrrecs polítics i militars. Entre els membres de la família també hi havia un canonge de la Catedral de Lleida.
Els Bufalà tenien una prerrogativa de donar asil a casa seva a tots els delinqüents perseguits per la justícia. Si un delinqüent aconseguia arribar a casa Bufalà abans de ser detingut, els Bufalà s'encarregaven de fer un judici just.